# 腹直肌

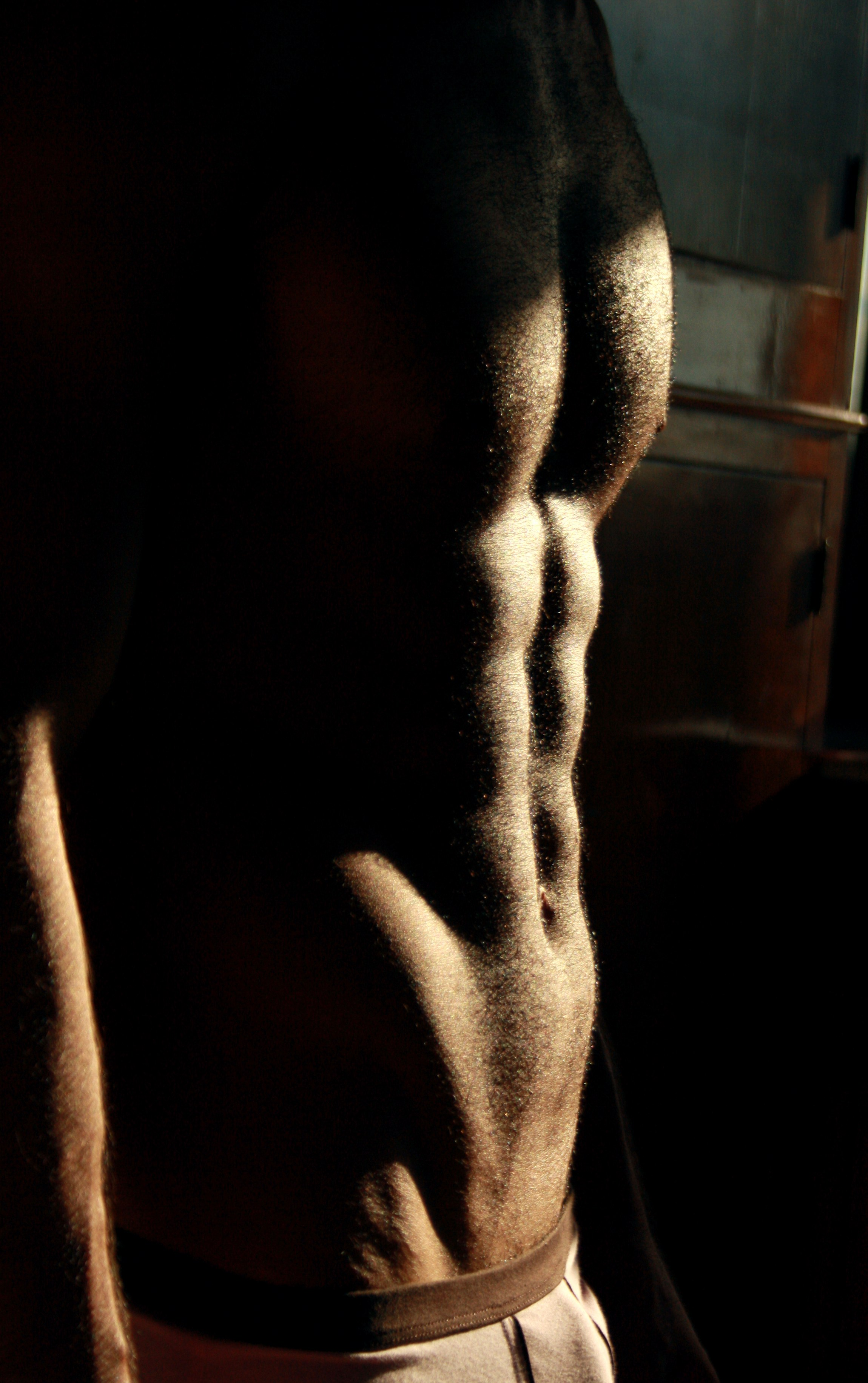
男性的腹直肌

腹直肌是指位於軀幹下半部（腹部）的若干片狀肌肉。兩塊腹直肌沿著身體前面，從胸廓延伸到骨盆。當腹直肌收縮時，腹部被往內拉。在腹肌共同作用下，可使軀幹向前或向側面運動，甚至扭曲。

## 外部連結
- 解剖學(Anatomy)-肌肉(muscle)-rectus abdominis muscle(腹直肌) （页面存档备份，存于）